# Yamaha XJ 600
Die XJ 600 ist ein Motorradmodell des japanischen Motorradherstellers Yamaha aus der XJ-Baureihe. Sie ist ein Motorrad mit Halbverkleidung und wurde von 1984 bis 1990 gebaut.

## Allgemeines

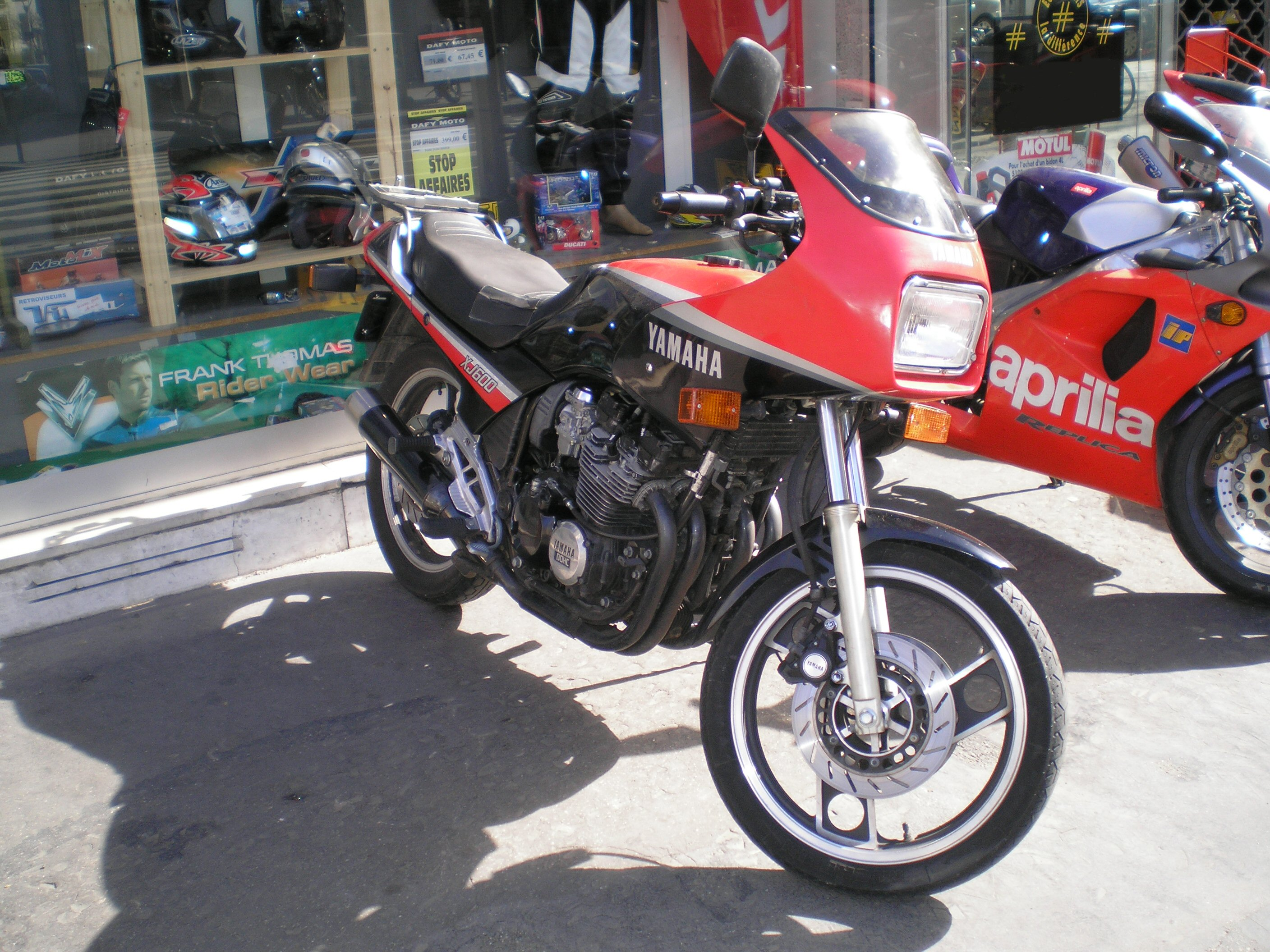
Yamaha XJ 600, Bj. 1984

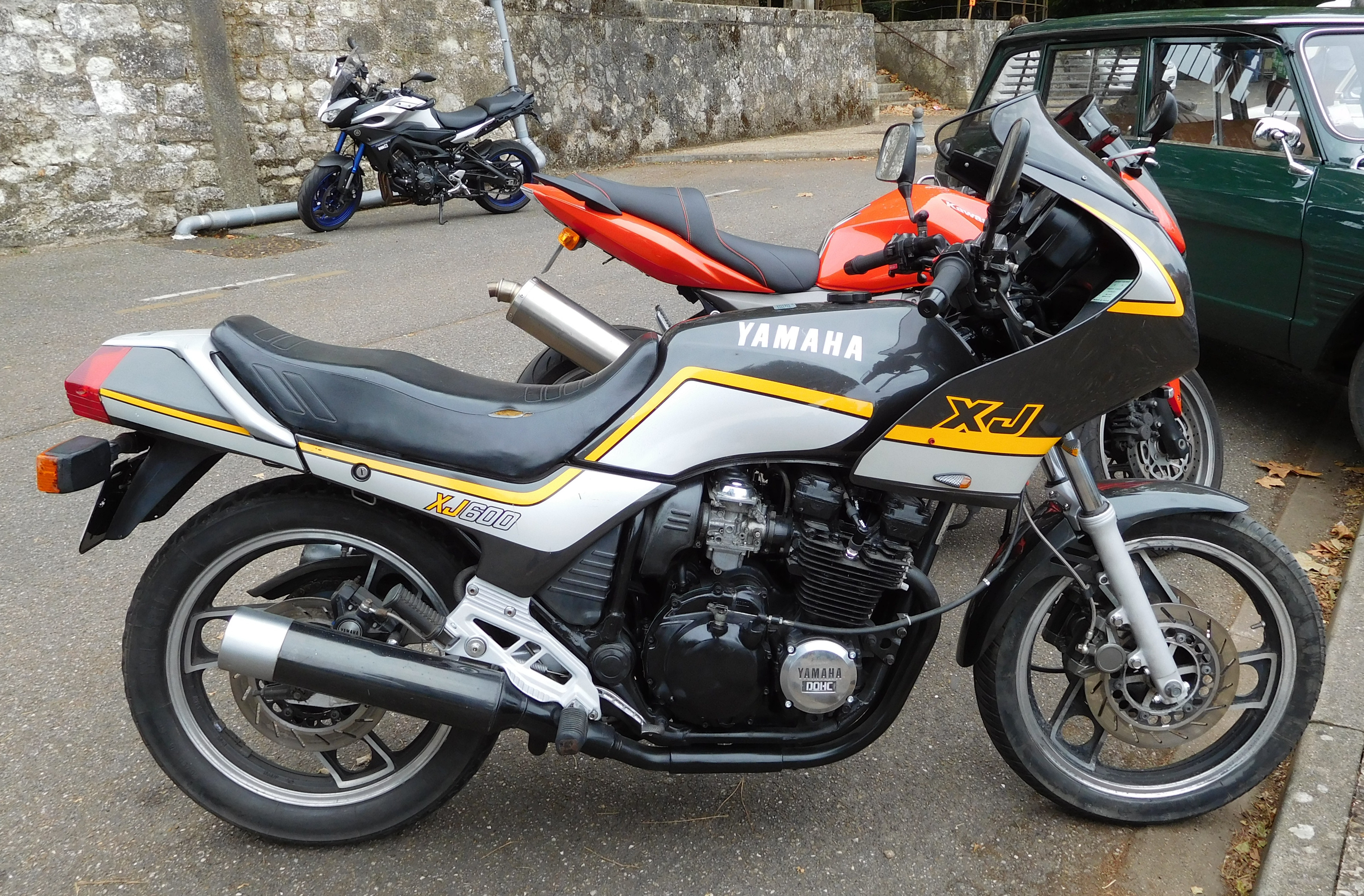
Yamaha XJ 600, Bj. 1985

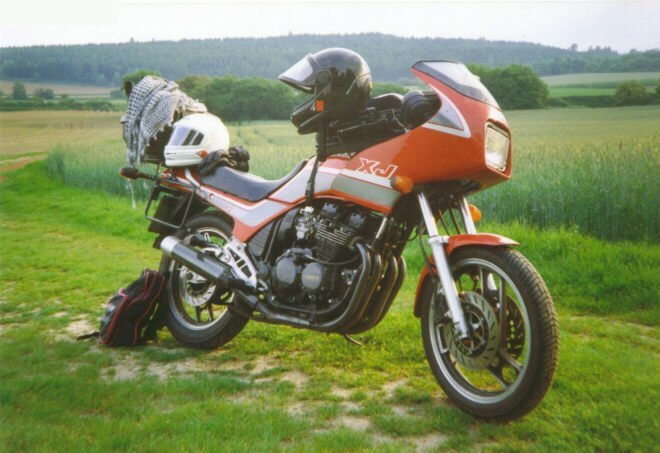
Yamaha XJ 600 Bj. 1989.

Die XJ 600 wurde über die Jahre hinweg in verschiedenen Modellreihen gebaut. Die erste Serie umfasst die XJ 600 (51J) mit einer Leistung von 73 PS in der ungedrosselten Version. In der Schweiz wurde nur ein gedrosseltes Modell mit 34,9 kW verkauft, um den dortigen Lärm- und Abgasbestimmungen zu entsprechen. Ab 1989 wurde die 3KM (73 PS) sowie 3KN/1 für alle Länder außerhalb von Deutschland und Schweden verkauft. In Deutschland und Schweden kam die modifizierte XJ 600 als 3KN/2 in den Handel. Hierbei wurde die Elektronik modifiziert und die Leistung aufgrund geänderter gesetzlicher Lärmvorgaben auf 66 PS reduziert. 
|             | XJ 600 (51J) | XJ 600 (3KM) | XJ 600 (3KN/1 und 3KN/2) |
| ----------- | ------------ | ------------ | ------------------------ |
| Baujahre    | 1984–1989    | 1989–1991    | 1989–1990                |
| Fahrzeugtyp | 51J          | 3KM          | 3KN                      |
| Bauart      | Halbschale   | Halbschale   | Halbschale               |

### Bremsanlage
Die vordere Zweikolben-Doppelbremse der 51J ist nicht nur ausreichend dimensioniert, sondern sorgt auch nach heutigen Maßstäben für eine noch gute Bremsleistung.

## Daten zur Bereifung
Die vom Hersteller vorgegebenen Reifendaten sind:
| Vorn           | Hinten          |
| -------------- | --------------- |
| 90/90 - 18 51H | 110/90 - 18 61H |